# دان ديلغادو
دان ديلغادو (بالإنجليزية: Dan Delgado)‏ (17 سبتمبر 1991 بالمكسيك - ) هو لاعب كرة قدم أمريكي في مركز الوسط. لعب مع اوكلاهوما سيتي أنرجي وVentura County Fusion ‏ وOrange County Blue Star ‏.

## وصلات خارجية
- دان ديلغادو على موقع قاعدة بيانات كرة القدم.إي يو (الإنجليزية)